# Rudolf Vrba
Rudolf Vrba, nascido Walter Rosenberg, (Topoľčany, 11 de setembro de 1924 — Vancouver, 27 de março de 2006) foi um eslovaco - bioquímico judeu que, quando adolescente em 1942, foi deportado para o campo de concentração de Auschwitz na Polônia ocupada pelos alemães.

## Biografia
Bioquímico judeu que, quando adolescente em 1942, foi deportado para o campo de concentração de Auschwitz na Polônia ocupada pelos alemães. Ficou conhecido por ter fugido do campo em abril de 1944, no auge do Holocausto, e por ter co-escrito um relatório detalhado sobre o assassinato em massa que ali estava ocorrendo. Distribuição do relatório por George Mantellona é creditado por ter interrompido a deportação em massa de judeus da Hungria para Auschwitz em julho de 1944, salvando mais de 200 000 vidas. Após a guerra, Vrba treinou como bioquímico, trabalhando principalmente na Inglaterra e no Canadá.
Vrba e o fugitivo Alfréd Wetzler fugiram de Auschwitz três semanas depois que as forças alemãs invadiram a Hungria e pouco antes de as SS iniciarem as deportações em massa da população judaica da Hungria para o campo. A informação que os homens ditaram aos oficiais judeus quando chegaram à Eslováquia em 24 de abril de 1944, que incluía que os recém-chegados a Auschwitz estavam sendo gaseados e não "reassentados" como os alemães sustentavam, ficou conhecido como o relatório Vrba-Wetzler. Quando o Conselho de Refugiados de Guerra o publicou com considerável atraso em novembro de 1944, o New York Herald Tribune o descreveu como "o documento mais chocante já emitido por uma agência do governo dos Estados Unidos". Embora tenha confirmado material em relatórios anteriores de poloneses e outros fugitivos, o historiador Miroslav Kárný escreveu que era único em seus "detalhes inabaláveis".
Houve um atraso de várias semanas antes que o relatório fosse distribuído amplamente o suficiente para chamar a atenção dos governos. O transporte em massa de judeus da Hungria para Auschwitz começou em 15 de maio de 1944 a uma taxa de 12 000 pessoas por dia. A maioria foi direto para as câmaras de gás. Vrba argumentou até o fim de sua vida que os deportados poderiam ter se recusado a embarcar nos trens, ou pelo menos que seu pânico teria interrompido os transportes, se o relatório tivesse sido distribuído amplamente e mais cedo.
Do final de junho a julho de 1944, o material do relatório Vrba-Wetzler apareceu em jornais e transmissões de rádio nos Estados Unidos e na Europa, particularmente na Suíça, levando os líderes mundiais a apelar ao regente húngaro Miklós Horthy para interromper as deportações.  Em 2 de julho, forças americanas e britânicas bombardearam Budapeste, e em 6 de julho, em um esforço para exercer sua soberania, Horthy ordenou que as deportações terminassem.  Até então, mais de 434 000 judeus foram deportados em 147 trens – quase toda a população judaica do interior da Hungria – mas outros 200 000 em Budapeste foram salvos.

## Obras selecionadas

### Holocausto
- (1998). "Science and the Holocaust", Focus, University of Haifa (edited version of Vrba's speech when he received his honorary doctorate).
  - (1997). "The Preparations for the Holocaust In Hungary: An Eyewitness Account", in Randolph L. Braham, Attila Pok (eds.). The Holocaust in Hungary. Fifty years later. New York: Columbia University Press, 227–285.
  - (1998). "The Preparations for the Holocaust In Hungary: An Eyewitness Account", in Randolph L. Braham, Attila Pok (eds.). The Holocaust in Hungary. Fifty years later. New York: Columbia University Press, 227–285.
- (1996). "Die mißachtete Warnung. Betrachtungen über den Auschwitz-Bericht von 1944". Vierteljahrshefte für Zeitgeschichte, 44(1), 1–24. JSTOR 30195502
- (1992). "Personal Memories of Actions of SS-Doctors of Medicine in Auschwitz I and Auschwitz II (Birkenau)", in Charles G. Roland et al. (eds.). Medical Science without Compassion, Past and Present. Hamburg: Stiftung für Sozialgeschichte des 20. Jahrhunderts. OCLC 34310080
- (1989). "The Role of Holocaust in German Economy and Military Strategy During 1941–1945", Appendix VII in I Escaped from Auschwitz, 431–440.
- (1966). "Footnote to the Auschwitz Report", Jewish Currents, 20(3), 27.
- (1963) com Alan Bestic. I Cannot Forgive. Londres: Sidgwick e Jackson.
  - (1964) com Alan Bestic. Factory of Death. Londres: Transworld Publishers.
  - (1989) com Alan Bestic. 44070: The Conspiracy of the Twentieth Century. Bellingham, WA: Star & Cross Publishing House.
  - (2002). I Escaped from Auschwitz. Londres: Robson Books.

### Pesquisa acadêmica
- (1975) com E. Alpert; K. J. Isselbacher. "Carcinoembryonic antigen: evidence for multiple antigenic determinants and isoantigens". Proceedings of the National Academy of Sciences of the United States of America, 72(11), November 1975, 4602–4606. PubMed PMC 388771
- (1974) com A. Winter; L. N. Epps. "Assimilation of glucose carbon in vivo by salivary gland and tumor". American Journal of Physiology, 226(6), 1974, 1424–1427.
- (1972) com A. Winter. "Movement of (U- 14 C)glucose carbon into and subsequent release from lipids and high-molecular-weight constituents of rat brain, liver, and heart in vivo". Canadian Journal of Biochemistry, 50(1), January 1972, 91–105. PubMed
- (1970) com Wendy Cannon. "Molecular weights and metabolism of rat brain proteins". Biochemical Journal, 116(4), 1970, 745–753. PubMed PMC 1185420
- (1968) com Wendy Cannon. "Gel filtration of [U-14C]glucose-labelled high-speed supernatants of rat brains". Journal of Biochemistry, 109(3), September 1968, 30P. PubMed PMC 1186863
- (1967). "Assimilation of glucose carbon in subcellular rat brain particles in vivo and the problems of axoplasmic flow". Journal of Biochemistry, 105(3), 1967, 927–936. PubMed PMC 1198409
- (1966). "Effects of insulin-induced hypoglycaemia on the fate of glucose carbon atoms in the mouse". Journal of Biochemistry, 99(2), May 1966, 367–380. PubMed PMC 265005
- (1964). "Utilization of glucose carbon in vivo in the mouse". Nature, 202, 18 April 1964, 247–249. PubMed
- (1963) com H. S. Bachelard; J. Krawcynski. "Interrelationship between glucose utilization of brain and heart". Nature, 197, 1963, 869–870. PubMed
- (1962) com H. S. Bachelard, et al. "Effect of reserpine on the heart". The Lancet, 2(7269), 22 December 1962, 1330–1331. PubMed
- (1962) com M. K. Gaitonde; D. Richter. "The conversion of the glucose carbon into protein in the brain and other organs of the rat". Journal of Neurochemistry, 9(5), September 1962, 465–475. doi:10.1111/j.1471-4159.1962.tb04199.x PubMed
- (1962). "Glucose metabolism in rat brain in vivo". Nature, 195 (4842), August 1962, 663–665. doi:10.1038/195663a0 PubMed
- (1961) com Kunjlata Kothary. "The release of ammonia from rat brain proteins during acid hydrolysis". Journal of Neurochemistry, 8(1), October 1961, 65–71. doi:10.1111/j.1471-4159.1961.tb13527.x
- (1959) com Jaroslava Folbergrova. "Observations on endogenous metabolism in brain in vitro and in vivo". Journal of Neurochemistry 4(4), October 1959, 338–349. doi:10.1111/j.1471-4159.1959.tb13215.x
- (1958) com Jaroslava Folbergrova. "Endogenous Metabolism in Brain Cortex Slices". Nature, 182, 1958, 237–238. doi:10.1038/182237a0
- (1957) com Jaroslava Folbergrova; V. Kanturek. "Ammonia Formation in Brain Cortex Slices". Nature, 179(4557), 1957, 470–471. doi:10.1038/179470a0 PubMed
- (1956). "On the participation of ammonia in cerebral metabolism and function". Review of Czechoslovak Medicine, 3(2), 81–106. PubMed
- (1955). "Significance of glutamic acid in metabolic processes in the rat brain during physical exercise". Nature, 176(4496), 1955, 1258–1261. PubMed
- (1955). "A source of ammonia and changes of protein structure in the rat brain during physical exertion". Nature, 176(4472), 16 July 1955, 117–118. PubMed
- (1955). "Effect of physical stress on metabolic function of the brain. III. Formation of ammonia and structure of proteins in the brain". Chekhoslovatskaia Fiziologila., 4(4), 397–408 (in German). PubMed
- (1954) com Arnošt Kleinzeller; Jiři Málek. Manometrické metody a jejich použití v biologii a biochemii. Prague: Státní Zdravotnické Nakladatelství ("State Health Publishing").